# メンデレス川

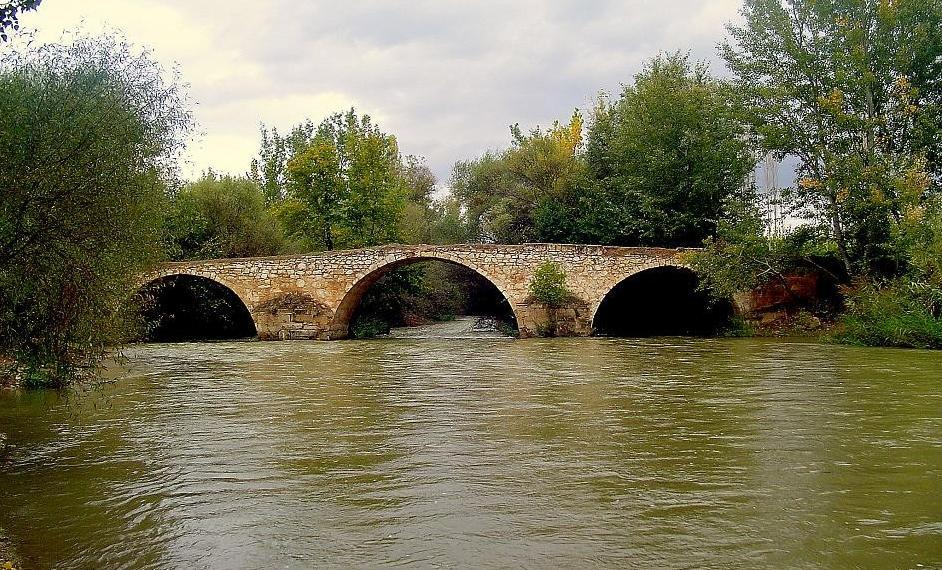
メンデレス川とハンチャラル橋（デニズリ県チャル近郊）

メンデレス川（トルコ語: Büyük Menderes Nehri）、古名マイアンドロス（古代ギリシア語: Μαίανδρος / Maíandros、現代ギリシャ語ではメアンドロス）はトルコ南部の川。トルコにはもうひとつ同名のメンデレス川（Küçük Menderes）があり、本記事の川を「大メンデレス川」（ビュユックメンデレス川）、もうひとつの川を「小メンデレス川」（キュチュックメンデレス川）と呼ぶことも多い。流れのあちこちが蛇行しており、英単語meander（曲流する）はこの川の名に由来する。

## 流路
トルコ中央部の西側、ディナール（Dinar）付近を水源とする。イシュクル湖（Işıklı）を出て蛇行しながら西方向に流れ、アドゥギュゼル・ダム（Adıgüzel Barajı）に入る。このダムでハマム川（Hamamçayı）と合流する。ダムを出るとさらに西に流れてチュリュクス川（Çürüksu Çayı）と合流し、さらにダンダラス川（Dandalas Çayı）、アクチャイ川（Akçay）、チネ川（Çine Çayı）、チャムルルウルジャ川（Çamurluılıca Çayı）、サル川（Sarı Çayı）、チャミチ・ギョリュ川（Çamiçi Gölü Çayı、バファ湖の流出河川）と合流して最終的には古代イオニアのミレトス付近でエーゲ海に注ぐ。

## 古代文献への登場
メンデレス川はアナトリア半島で古代にイオニア人が住んでいたカリア地方を流れていた川としてマイアンドロス川の名で有名である。早くもヘシオドスの『神統記』に名前が見え、トロイア戦争について歌ったホメロスの叙事詩『イリアス』でもミレトス市と共に登場する。

### 神話
メンデレス川はエーリス地方のアルペイオス川と共に神話に登場する。

### 水源に関する議論
メンデレス川（メアンドロス川）の流れは複雑であり、古代、その源流について議論があった。古代ギリシアのヘロドトスはその源流がフリギアの都市ケライナイ (en) （現ディナル）付近にあると説明しており、クセノポンはその流れがキュロスの公園の泉から発していると説明している。ストラボンは源泉がマルシュアース川 (en) と同じ場所であると説明している。クセノポンとストラボンの解説には矛盾があり、クセノポンはマルシュアース川とは水源が近いだけだと論じている。古代ローマのプリニウスはまた別の説を採っており、メアンドロス川の源泉はAulocrene山の湖にあると述べている。19世紀イギリスのウィリアム・リーク (en) はこれらの説に対し、メアンドロス川とマルシュアース川の源泉は共にAulocrene山にあるが、その発する所はAulocrene山麓の異なる湖であると解説している。

### 流域に関する解説

メンデレス河口からの堆積物により埋まる古代のミレトス湾

メンデレス川は非常に屈曲していることで昔から知られており、ヘーシオドス、パウサニアス、オウィディウス、リウィウス、セネカなどが著作でその点に触れている。
プリニウスが古代ギリシア時代の流れを解説している。それによると、大まかにはメソギス（Messogis）の南部を南西方向に進むというものであった。トリポリス (en) の南方でライカス川 (en) と合流し、流れが大きくなる。カルラ (en) の付近でフィリジア（Phrygia）からカリア (en) へと入り、メアンドリアン平野で流れの蛇行が大きくなる。最終的にはプリエネ (en) とミウス (en) の間でエーゲ海のイカロス湾（Icaros）に注ぐ。この場所はミレトスの都市イオニアからもわずか10スタージアの距離であったと説明されている。
また、その支流は北部ではOrgyas, Marsyas, Cludrus, Lethaeus, Gaesonなどがあり、南部ではObrimas, Lycus, Harpasus, Marsyasなどがあった。

### 川の流れの影響
メンデレス川は川幅が狭く、水深が深く、川幅と水深が同じくらいであった。また、その流れには多くの泥が含まれていたため、往来できるのは小船に限られていた。洪水となることも多く、そのときに流れ出る泥が沖合い20～30スタディオンまでを埋めて、小島と陸地が繋がることもあったと言う。